# The Well's on Fire
The Well's on Fire è il tredicesimo album dei Procol Harum, pubblicato nel 2003.

## Tracce
1. An Old English Dream
2. Shadow Boxed
3. A Robe of Silk
4. The Blink of an Eye
5. The VIP Room
6. The Question
7. This World is Rich (for Stephen Maboe)
8. Fellow Travellers
9. The Wall Street Blues
10. The Emperor's New Clothes
11. So Far Behind
12. Every Dog Will Have His Day
13. Weisselklenzenacht (The Signature)

## Formazione
- Matthew Fisher - organo
- Matt Pegg - basso
- Mark Brzezicki - batteria
- Geoff Whitehorn - chitarra
- Gary Brooker - pianoforte, voce
- Keith Reid - testi